# Pirotécnicos Monzonís
Pirotécnicos Monzonís es una familia de afamados pirotécnicos de Segorbe de los siglos XIX y XX. Descienden de una antigua familia de origen catalán, oriunda de Montsonis y asentada en el valle de Segorbe en el siglo XIV, y que pasó a partir del 1610 a las poblaciones de la sierra de Espadán.
Mariano Monzonís Carpintero, hijo de Francisco Monzonís, llegó a Segorbe procedente de Soneja, a principios del siglo XIX. Su hijo Marcelo Monzonís Ferrer inició el oficio de pirotécnico, probablemente iniciado por su abuelo materno, procedente de Godella, convirtiéndose en el maestro pirotécnico de la ciudad. Fue además miembro del partido liberal local, y provisionista de armas durante la guerra carlista de 1874, desempeñando el cargo de vocal de la Junta de Armamento y Defensa de Segorbe, siendo designado por la misma jefe de la policía local secreta de esta ciudad durante dicha contienda. Su hijo Marcelo Monzonís Rodríguez también desempeñó el oficio de la pirotecnia, siendo el encargado de realizar los fuegos artificiales de la Exposición de Valencia y de la boda de Alfonso XIII. Fue nombrado primer pirotécnico de España y condecorado con la medalla de plata de la exposición regional de Valencia en 1867 y de la feria de Valencia en 1872.
Su hijo, Marcelo Monzonís Soler, fue el último pirotécnico de la familia. Su nombre es recordado para la posteridad en el santuario de la Cueva Santa de Altura debido a una supuesta intervención milagrosa de dicha Virgen al salir con vida de un accidente que destruyó el taller pirotécnico familiar, milagro recordado en una placa de cerámica que existe en dicho santuario. Otro hijo fue Melchor Monzonís Soler, teniente coronel del Regimiento de cazadores de África Ceriñola cuyo hijo, el teniente de infantería Fernando Monzonís Mozas, héroe de la guerra de África, da nombre a una calle en Castellón de la Plana.
Marcelo Monzonís Martínez, hijo de Marcelo Monzonís Soler, médico pediatra, fue alcalde de Segorbe en la segunda mitad del siglo XX.